# ديلاشو ونستله
ديلاشو ونستله هي دار نشر سوسرية مختصة في العلوم الطبيعية. تأسست في عام 1882 في نيوشاتيل بسويسرا على يد صاحب مطبعة يسمى أدولف نسيله والأخوين أوجين و بول ديلاشو.

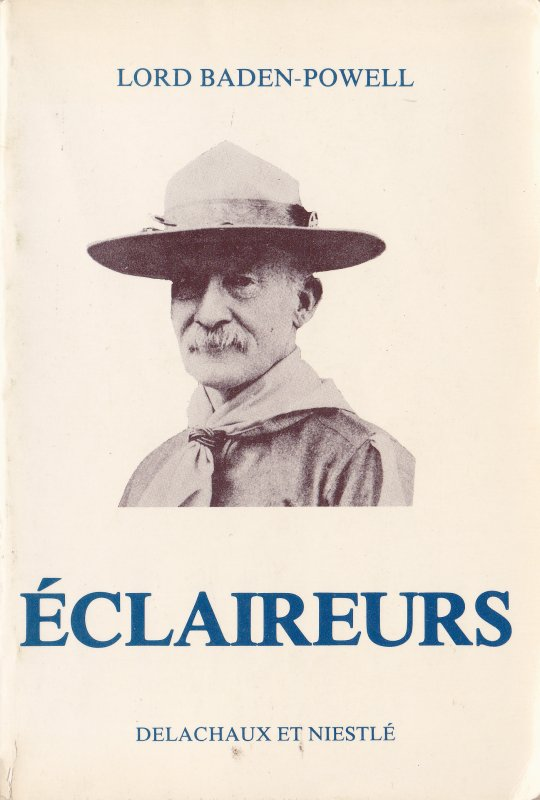
الكشافة للأولاد ، بقلم اللورد بادن باول ، نشره ديلاشو ونستله في عام 1912.